# Clipper (marque d'infusions)
Pour les articles homonymes, voir Clipper (homonymie).
Clipper est une marque anglaise de thé fondée en 1984 dans le Dorset par Mike et Lorraine Brehme. Elle commercialise également des infusions, du café et du chocolat pour boissons.

## Historique de la société
En 1984, Mike et Lorraine Brehme créent la marque Clipper en sortant leurs deux premiers coffrets de thé. En 1994, ils deviennent la première entreprise de thé au Royaume-Uni à ne proposer que des produits issus du commerce équitable. À partir de 1999, leurs produits sont distribués en supermarchés.
En 2008, la marque s'offre une nouvelle jeunesse en renouvelant sa charte graphique. Clipper est racheté en 2012 par le groupe Royal Wessanen, leader européen de l'alimentation et des boissons bio. Ce n'est qu'en 2013 que la marque apparaît dans les supermarchés français pour la première fois.

## Valeurs
L'entreprise a été fondée sur des valeurs de partage de l'amour et de l'expérience du thé et des infusions et de la découverte de saveurs provenant du monde entier.

### Commerce équitable
Toute la gamme de thés est issue du commerce équitable. Les produits sont certifiés « commerce équitable » par le label Max Havelaar.

### Agriculture biologique
Toute la gamme de thés et infusions est issue de l'agriculture biologique. Les produits distribués en France sont labellisés AB et label bio européen qui garantissent au consommateur qu'au moins 95 % des ingrédients utilisés sont issus de l'agriculture biologique et qu’ils sont conformes aux réglementations françaises relatives aux produits biologiques. 

### Environnement
Dans un souci de protection de l'environnement, la marque conditionne ses produits dans des emballages en carton recyclé et des sachets biodégradables et compostables sans chlore, sans agrafe et sans plastique.

## Produits

### Disponibles en France
24 produits Clipper sont disponibles actuellement à la vente en France en grandes surfaces :
- Infusions :

Citron et gingembre, églantier et hibiscus, 2 menthe et fenouil, citronnelle eucalyptus et ginkgo, vanille fraise, menthe caramel, fraise fleur de sureau, camomille mélisse et lavande, detox, 
- Thés verts :

Thé vert, thé vert à la fraise, thé vert au citron, thé vert détox, thé vert gingembre, thé vert framboise, thé vert mangue;
- Thé noir :

Thé noir Earl grey.
- Thé blanc :

Thé blanc citron, thé blanc framboise

### Disponibles au Royaume-Uni
Plus de 90 produits différents, répartis sur huit gammes, sont distribués au Royaume-Uni :
- Everyday tea (Thé de tous les jours) :

Neuf thés du quotidien : Earl grey, Breakfast Tea, Gold Tea, Thé sans caféine, etc ;
- Green tea :

Une quinzaine de thés verts : nature, à la fraise, au jasmin, à la menthe poivrée, au gingembre, du thé Chaï, etc ;
- Infusions :

Une trentaine d'infusions aux fruits : orange, noix de coco, myrtille, fruits rouges, gingembre-citron, pomme, framboise, etc. ; ainsi que des mélanges aux propriétés calmantes, purifiantes, « détox », facilitant le sommeil, le transit, etc. ;
- Fuso tea tents :

Sept thés mélangés et infusions, conditionnés en sachets en forme de « tente » (des tétraèdres) ;
- White tea :

Six thés blancs aromatisés au citron, orange, framboise, vanille etc. ;
- Speciality Tea :

Cinq thés traditionnels d'origine : thé Assam, thé anglais, thé Darjeeling etc ;
- Hot Chocolate :

Quatre sortes de chocolat en poudre ;
- Coffee :

Une quinzaine de cafés en poudre, cafés instantanés et décaféinés.

## Origine des produits
Les thés et ingrédients utilisés par la marque proviennent de plantations situées en Inde, en Afrique et au Sri Lanka. Les mélanges et le conditionnement sont réalisés dans l'usine de l'entreprise à Beaminster.

## Distribution
Les produits Clipper sont distribués dans 32 pays.
En France, Bjorg et compagnie distribue les thés et infusions en grandes surfaces Système U, Auchan, E.Leclerc, Casino, Intermarché et certains magasins Monoprix, au rayon bio ou au rayon thé. Au Royaume-Uni, en plus des supermarchés, les thés sont vendus dans certains cafés, hôtels et restaurants.

## Univers graphique
La charte graphique de la marque a été réalisée par l'agence britannique Big Fish. Elle se démarque dans les rayonnages français grâce à un emballage original, avec une forte personnalité graphique d'inspiration britannique avec des jeux de taille dans la typographie et une silhouette de théière, de tasse ou de cuillère découpée en noir ou blanc sur un fond coloré très vif. Sans reliefs ni contours, les illustrations sont simples tout en dégageant une image de qualité et attirent le regard.